# Potrubowszczyzna
Potrubowszczyzna – kolonia w Polsce położona w województwie podlaskim, w powiecie sokólskim, w gminie Sidra.
W latach 1975–1998 miejscowość administracyjnie należała do województwa białostockiego.
Wierni kościoła rzymskokatolickiego należą do parafii Parafia Opatrzności Bożej w Siderce.